# Hölgy aranyban
A Hölgy aranyban (eredeti cím: Woman in Gold) 2015-ben bemutatott amerikai–angol–német–osztrák életrajzi dráma, melyet Simon Curtis rendezett. A főszereplők Helen Mirren, Ryan Reynolds, Daniel Brühl, Katie Holmes, Tatiana Maslany, Max Irons, Charles Dance, Elizabeth McGovern és Jonathan Pryce.
Az Amerikai Egyesült Államokban 2015. [április 1-jén mutatták be. Magyarországon május 21-én került mozikba a Fórum Hungary forgalmazásában.

## Szereplők
| Szereplő                               | Színész            | Magyar hang     |
| -------------------------------------- | ------------------ | --------------- |
| Maria Altmann                          | Helen Mirren       | Hámori Ildikó   |
| Maria Altmann fiatalon                 | Tatiana Maslany    | Laudon Andrea   |
| E. Randol Schoenberg                   | Ryan Reynolds      | Dányi Krisztián |
| Hubertus Czernin                       | Daniel Brühl       | Fehér Tibor     |
| Pam Schoenberg                         | Katie Holmes       | Roatis Andrea   |
| Sherman                                | Charles Dance      | Rosta Sándor    |
| Rehnquist, a legfelsőbb bíróság elnöke | Jonathan Pryce     | Szokolay Ottó   |
| Fredrick "Fritz" Altmann               | Max Irons          | Nikas Dániel    |
| Florence-Marie Cooper bíró             | Elizabeth McGovern | Málnai Zsuzsa   |
| Gustav Bloch-Bauer                     | Allan Corduner     | eredeti nyelven |
| Ferdinand Bloch-Bauer                  | Henry Goodman      | eredeti nyelven |
| Therese Bloch-Bauer                    | Nina Kunzendorf    | eredeti nyelven |
| Adele Bloch-Bauer                      | Antje Traue        | eredeti nyelven |
| Heinrich                               | Tom Schilling      | eredeti nyelven |
| Gustav Klimt                           | Moritz Bleibtreu   | eredeti nyelven |